# فرانك ماريون
فرانك ماريون (بالإنجليزية: Frank Marion)‏ هو لاعب كرة قدم أمريكية أمريكي، ولد في 16 مارس 1951.